# Order Zasługi Wojskowej (Iran)
Order Zasługi Wojskowej (pers. ‏Nešān-e Liyaqāt‎) – wojskowe odznaczenie ustanowione przez szacha irańskiego w 1937 roku. Służył do nagradzania żołnierzy za wybitne czyny wojskowe. 
Dzielił się na trzy klasy w postaci orderu noszonego na wstążce na lewej piersi w rzędzie z innymi medalami:
- I klasa – złota odznaka ze złotym wieńcem laurowym i skrzyżowanymi szablami,
- II klasa – srebrna odznaka ze srebrnym wieńcem laurowym i skrzyżowanymi szablami,
- III klasa – brązowa odznaka bez wieńców i szabli.

Odznaka miał kształt krzyża o trzech ramionach z zaokrąglonymi końcami, emaliowanych na niebiesko, który w dwóch wyższych klasach był nałożony na wieniec z gałęzi palmowych i skrzyżowane szable (złote w I kl. i srebrne II kl., ). Wersja tych dwóch klas z wieńcem ale bez szabel była prawdopodobnie przeznaczona dla cywilów. W centrum umieszczono niewielki czerwony dysk z wizerunkiem Korony Pahlawich. Odznakę mocowano do wstążki za pomocą metalowego kółeczka. Wstążka odznaczenia miała kolor czerwony z szerokim niebieskim pasem wzdłuż niej.